# 临澧县第一中学
临澧县第一中学（英語：No.1 Meddle School Linli County）位于湖南省常德市临澧县，为常德市公立学校，湖南省示范性中学之一。

## 历史
清朝嘉庆九年（1804年），知县张在田建立“道水书院”，它是临澧县第一中学的前身。
1907年，“道水书院”更名为“官立安福学堂”。
1915年，“官立安福学堂”更名为“临澧县立中学”。
1946年，“临澧县立中学”更名为“湖南省立十四中”。
1958年，“湖南省立十四中”更名为“临澧县第一中学”。

## 学校文化

### 校训
德苦勤乐

## 著名校友
- 林修梅，孙中山临时总统府参军长。[2]
- 林伯渠，中国革命家。[2]
- 黄道让，中国诗人。[2]
- 黄佑昌，中国诗人。[2]
- 未央，中国诗人。[2]
- 于沙，中国诗人。[2]
- 丁玲，女作家。[2]
- 沈绪榜，中国科学院院士。[2]
- 黄宏嘉，中国科学院院士。[2]

## 奖项
临澧县第一中学先后荣获“省体育传统项目学校”、“省素质教育实验点校”、“省园林式单位”、“国家培养体育后备人才试点校”等荣誉奖项。